# ХКМК (Блед)
ХКМК (Блед) (словен. HKMK Bled) — хокейний клуб з м. Блед, Словенія. Заснований у 1999 році.

## Історія
Клуб заснований 8 липня 1999 року. Виступає в Словенській хокейній лізі. З 2013 по 2015 та в сезоні 2017/18 років команда виступала в Інтернаціональній лізі, де окрім клубів із Словенії також виступали команди з Австрії та Італії. З сезону 2022–23 років клуб проводить матчі виключно на молодіжному рівні.

## Арена
Домашнею ареною клубу «Блед», що вміщує 1 736 глядачів.